# Монтесинос, Кристиан
Кристиа́н Анто́нио Монтеси́нос Гонса́лес (исп. Cristian Antonio Montecinos González; 29 декабря 1970, Талька, Чили) — чилийский футболист, нападающий. Бывший игрок «Рейнджерс» из Тальки, «Унион Эспаньола», «Депортес Темуко», «Атлетико Хуниор», «Сантос Лагуна», «Крус Асуль», «Депортес Консепсьон», «Коло-Коло», «Некаксы», «Пуэблы», «Аль-Васла», «Дубай», «Аль-Гарафа», «Сан-Маркос де Арика» и сборной Чили. Участник Кубка Америки 2001 года.
В составе «Унион Эспаньола» Монтесинос становился обладателем Кубка Чили, в составе «Атлетико Хуниор» чемпионом Колумбии, а в составе «Сантос Лагуна» чемпионом Мексики.
Также Монтесинос становился лучшим бомбардиром чемпионата и Кубка Чили.

## Биография

### Клубная карьера
Свою футбольную карьеру Кристиан Монтесинос начал в клубе «Рейнджерс» из своего родного города. Вместе с клубом в 1988 году он стал победителем второго дивизиона Чили и получил право выступать в высшем дивизионе. Вскоре он перешёл в клуб «Унион Эспаньола», с которым в 1992 году стал обладателем Кубка Чили. Через год уже в составе «Депортес Темуко» он стал лучшим бомбардиром этого турнира с 15-ю мячами. В середине 1994 года Монтесинос перешёл в состав колумбийского клуба «Атлетико Хуниор», с которым он в 1995 году стал чемпионом страны. Уже в следующем году перейдя в состав «Сантос Лагуна» Кристиан стал чемпионом Мексики.
До начала 2000 года нападающий успел поиграть за «Крус Асуль», «Депортес Консепсьон» и «Коло-Коло», пока не попал в состав «Некаксы», которая принимала участие в первом клубном чемпионате мира. Уже в первом матче Монтесинос поразил ворота «Манчестер Юнайтед» ударом со штрафного. В следующем матче Монтесинос забил гол с пенальти в ворота клуба «Саут-Мельбурн». Однако, в следующем матче мексиканцы проиграли клубу «Васко да Гама» со счётом 1:2 и упустили возможность выйти в финал. Тем не менее, в матче за 3-е место футболисты «Некаксы» обыграли мадридский «Реал» в серии послематчевых пенальти, хотя сам Монтесинос был заменён уже после первого тайма.
Покинув «Некаксу» летом того же года, Монтесинос вновь начал колесить по клубам. Отыграв полсезона в «Пуэбле», он вернулся в «Депортес Консепсьон». Но уже вскоре он переехал в Объединённые Арабские Эмираты и стал выступать за «Аль-Васл». Затем он выступал за клуб «Дубай» и катарский клуб «Аль-Гарафа». И только в 2005 году он вернулся в «Депортес Консепсьон», в составе которого он с 13-ю мячами стал лучшим бомбардиром чемпионата Клаусуры 2005. После этого он вернулся в «Унион Эспаньола», но затем ещё на один сезон в четвёртый раз в карьере вернулсяч в «Депортес Консепсьон». В конце 2007 года он объявил о завершении карьеры, но в 2009 году сыграл ещё 2 матча в составе клуба «Сан-Маркос де Арика» за право выступать в высшем дивизионе Чили, после чего окончательно повесил бутсы на гвоздь.

### Карьера в сборной
В составе сборной Чили Кристиан Монтесинос дебютировал 20 июня 1999 года в товарищеском матче со сборной Боливии, который завершился победой чилийцев со счётом 1:0. Затем он почти два года не приглашался в сборную.
Следующее появление Монтесиноса в составе сборной произошло лишь 2 июня 2001 года в матче отборочного турнира чемпионата мира 2002 года со сборной Парагвая. В том же году Педро Гарсия Баррос включил нападающего в состав сборной на Кубок Америки. В первом же матче турнира с Эквадором Монтесинос забил свои первые 2 гола за сборную, а матч завершился победой Чили со счётом 4:1. В следующем матче Монтесинос забил единственный гол в матче с венесуэльцами. В третьем матче группового турнира чилийцы проиграл хозяевам турнира колумбийцам, но тем не менее заняли в группе 2-е место и прошли в четвертьфинал. Но в четвертьфинале чилийцы проиграли сборной Мексики со счётом 0:2 и выбыли из турнира.
4 сентября того же года в отборочном матче чемпионата мира с Венесуэлой, который завершился поражением Чили со счётом 0:2, Кристиан Монтесинос совершил своё последнее выступление за национальную сборную. Всего на его счету 9 матчей и 3 забитых гола за сборную.

## Достижения

### Командные
«Рейнджерс» (Талька)
- Чемпион второго дивизиона Чили: 1988

 «Унион Эспаньола»
- Бронзовый призёр чемпионата Чили: 1990
- Обладатель Кубка Чили: 1992

 «Атлетико Хуниор»
- Чемпион Колумбии: 1995

 «Сантос Лагуна»
- Чемпион Мексики: 1996 (Зима)

 «Сантос Лагуна»
- Бронзовый призёр клубного чемпионата мира: 2000

### Личные
- Лучший бомбардир чемпионата Чили: Кл. 2005 (13 голов)
- Лучший бомбардир Кубка Чили: 1993 (15 голов)

## Статистика в сборной
| № | Дата            | Место проведения | Соперник  | Счёт | Голы | Турнир                    |
| 1 | 20 июня 1999    | Сантьяго         | Боливия   | 1:0  | -    | Товарищеский матч         |
| 2 | 2 июня 2001     | Асунсьон         | Парагвай  | 0:1  | -    | Отборочный матч к ЧМ 2002 |
| 3 | 11 июля 2001    | Барранкилья      | Эквадор   | 4:1  | 2    | Кубок Америки 2001        |
| 4 | 14 июля 2001    | Барранкилья      | Венесуэла | 1:0  | 1    | Кубок Америки 2001        |
| 5 | 17 июля 2001    | Барранкилья      | Колумбия  | 0:2  | -    | Кубок Америки 2001        |
| 6 | 22 июля 2001    | Перейра          | Мексика   | 0:2  | -    | Кубок Америки 2001        |
| 7 | 14 августа 2001 | Сантьяго         | Боливия   | 2:2  | -    | Отборочный матч к ЧМ 2002 |
| 8 | 1 сентября 2001 | Сантьяго         | Франция   | 2:1  | -    | Товарищеский матч         |
| 9 | 4 сентября 2001 | Сантьяго         | Венесуэла | 0:2  | -    | Отборочный матч к ЧМ 2002 |

Итого: 9 матчей / 3 гола; 4 победы, 1 ничья, 4 поражения.
| Год   | Матчи Кубка Америки | Матчи Кубка Америки | Отборочные матчи ЧМ | Отборочные матчи ЧМ | Товарищеские матчи | Товарищеские матчи | Итого | Итого |
| Год   | Игры                | Голы                | Игры                | Голы                | Игры               | Голы               | Игры  | Голы  |
| ----- | ------------------- | ------------------- | ------------------- | ------------------- | ------------------ | ------------------ | ----- | ----- |
| 1999  | 0                   | 0                   | 0                   | 0                   | 1                  | 0                  | 1     | 0     |
| 2000  | 0                   | 0                   | 0                   | 0                   | 0                  | 0                  | 0     | 0     |
| 2001  | 4                   | 3                   | 3                   | 0                   | 1                  | 0                  | 8     | 3     |
| Итого | 4                   | 3                   | 3                   | 0                   | 2                  | 0                  | 9     | 3     |